# Homo Deus – Eine Geschichte von Morgen
Homo Deus – Eine Geschichte von Morgen (hebräisch ההיסטוריה של המחר) ist ein populärwissenschaftliches Sachbuch von Yuval Noah Harari, Professor für Geschichte an der Hebräischen Universität Jerusalem. Es erschien 2015 in Israel in hebräischer Sprache. Die vom Autor selbst ins Englische übersetzte Fassung mit dem Titel Homo Deus: A Brief History of Tomorrow kam 2016 auf den Markt, die deutsche Übersetzung folgte 2017.
Das Werk befasst sich mit den Fähigkeiten, die der Mensch im Laufe seiner Evolution erwarb, und mit seiner Entwicklung zur dominierenden Spezies auf der Erde. Harari zeichnet anhand der aktuellen Fähigkeiten und Errungenschaften der Menschheit ein Bild der Zukunft, in dem ein dem gegenwärtigen Menschen überlegener Menschentypus entstehen könnte, den er „Homo Deus“ nennt. Dabei nimmt er nicht nur auf den Kulturraum der westlichen Welt Bezug, sondern auch auf andere regionale Kulturräume und deren Entwicklung,  und erörtert philosophische Fragen bezüglich Humanismus, Individualismus, Transhumanismus und Sterblichkeit.
Neben begeisterter Zustimmung eines breiten Publikums traf die Veröffentlichung auch auf Kritik besonders von Wissenschaftlern, die Hararis Ansatz für reduktionistisch und spekulativ halten.

## Zusammenfassung

### Einleitung und Kapitel 1: Die neue menschliche Agenda
Der Autor skizziert die wichtigsten Ziele der Menschheit zu Beginn des dritten Jahrtausends. Erstmals in der Geschichte müsse sich ein Großteil der Menschen nicht mehr den Kopf darüber zerbrechen, wie sie Hunger, Krankheit und Krieg überleben sollen. Weit mehr Menschen sterben heute an Adipositas, Altersschwäche oder an nicht ansteckenden Krankheiten wie Krebs und Herzleiden. So erfreulich dieses Ergebnis ist, so lehre uns die Geschichte, dass sich die Menschheit mit dem Erreichten nicht zufriedengibt. Sie wird, so Harari, neue ehrgeizige Ziele verfolgen. Diese sind nach Auffassung von Harari das Streben nach Unsterblichkeit (zumindest nach einer deutlichen Verlängerung der Lebenserwartung), nach Glück (das aber von höchst subjektiven Erwartungen und von der Biochemie ausgelösten körperlichen Empfindungen gesteuert wird) und nach Gottgleichheit (nicht im Sinne von Omnipotenz, sondern der Beherrschung neuartiger komplexer Fähigkeiten mittels der Technik). Diese Wünsche würden durch den Kapitalismus ausgelöst, der „grenzenlose Projekte“ benötige und ohne Wachstum zusammenbräche. Allerdings werden sich nach Einschätzung des Autors nicht alle Menschen an diesen Projekten beteiligen, und deren Erfolg sei unsicher. Die Welt befinde sich auch erstmals an einem Punkt, wo sie innerhalb kurzer Zeit zusammenbrechen könnte.

### Teil 1: Homo sapiens erobert die Welt
- Kapitel 2. Das Anthropozän: Es wird dargestellt, wie im Verlauf der letzten 70.000 Jahre der Homo sapiens zur wichtigsten Kraft wurde, die die weltweite Ökologie in einer Radikalität verändert habe, die der Wirkung der Eiszeiten entspreche und ansonsten beispiellos sei. Dank seiner Intelligenz habe er die Grenzen der Ökozonen überwunden, die Tiere unterjocht und durch den wissenschaftlichen Erkenntnisgewinn sich selbst zum Herrscher des Globus ernannt.
- Kapitel 3. Der menschliche Funke: Die Überlegenheit des Menschen beruht nach Auffassung von Harari nicht allein auf seiner Intelligenz, sondern auf seiner Fähigkeit, mit unzähligen, auch fremden Menschen flexibel zu kooperieren und insbesondere auf der Schaffung von fiktionalen Instanzen wie z. B. Geld, Götter, Nationen, Weltanschauungen, Gesetze etc. Harari bezeichnet diese Instanzen als Intersubjektivität, die neben Objektivität und Subjektivität eine dritte Kategorie darstellen.

### Teil 2: Homo sapiens gibt der Welt einen Sinn
- Kapitel 4. Die Geschichtenerzähler: Fiktionen versetzen uns, so Harari, in die Lage, mit Dritten besser zu kooperieren. Im 21. Jahrhundert werden wir, so Harari, in der Lage sein, mit Hilfe von Biotechnologie und Computeralgorithmen noch mächtigere Fiktionen zu schaffen. Sie könnten unser Dasein kontrollieren, darüber hinaus unseren Körper, unser Gehirn und unseren Geist verändern und sie könnten neue virtuelle Welten schaffen.
- Kapitel 5.  Das seltsame Paar: Religion und Wissenschaft rechnet Harari beide zum Bereich der Intersubjektivität, sie stehen so gesehen nicht im völligen Gegensatz zueinander. Religion liefere die moralische Rechtfertigung, ihr gehe es um Ordnung. Der Wissenschaft dagegen gehe es bei der Suche nach Wahrheit in letzter Konsequenz um Deutungshoheit.
- Kapitel 6. Der moderne Pakt: Harari führt aus, dass in den meisten Kulturen die Menschen bisher davon ausgingen, sie würden eine Rolle in irgendeinem groß angelegten kosmischen Plan spielen. Das moderne Denken heute dagegen verzichte auf Sinn, es bestehe aus einem Pakt zwischen Wissenschaft und Humanismus. Dessen Folge sieht Harari als ein ständiges Streben nach Macht in einem sinnfreien Universum, wobei wirtschaftliches Wachstum der entscheidende Motor sei.
- Kapitel 7. Die humanistische Revolution: Anstelle von Religionen, die eine höhere Macht verehren, sei heute die humanistische Weltanschauung das dominierende Glaubensbekenntnis. Die Religion der Anbetung Gottes habe keine Zukunft. Unser freier Wille als Individuum und in Gemeinschaft ist, so Harari, die oberste Autorität. Wir vertrauten unseren eigenen Gefühlen, Wünschen, Erfahrungen und Gedanken. Daraus formten wir unsere ethischen Wertvorstellungen. Den Humanismus sieht Harari in drei unterschiedlichen Ausprägungen:[2]
  - Den Hauptzweig benennt er als liberalen Humanismus, der einem illusionären Ideal des freien und selbstbestimmten personalen Individuums nachhänge.
  - weiter bestimmt er den sozialistischen Humanismus, der vor allem in der kommunistischen Unterform die Gleichheit und die Schaffung „starker Kollektivinstitutionen“ in den Mittelpunkt stelle, und
  - den evolutionären Humanismus. Als Beispiel dient Harari die Menschenzüchtungsutopie des Nationalsozialismus, der das Gleichheitsideal relativierte, um nach Auffassung Hararis durch den Kampf ums Dasein die Evolution durch natürliche Auslese voranzutreiben. Harari distanziert sich dabei vom Rassismus.

Hararis Gegenmodell – in Kapitel 11 dargestellt – ist der „Dataismus“, in dem die unbegrenzte Verfügbarkeit der Information in Konkurrenz zur Meinungsfreiheit der Individuen tritt.

### Teil 3: Homo sapiens verliert die Kontrolle
- Kapitel 8. Die Zeitbombe im Labor: Die heutigen Neurowissenschaften zeigen uns nach Hararis Auffassung, dass menschliche Gedanken und Handlungen das Ergebnis von elektro-chemischen Prozessen im Gehirn seien. Die neurowissenschaftlichen Experimente führen ihn zu seiner Schlussfolgerung, die religiöse und philosophische Prämisse der Entscheidungsfreiheit des Individuums sei experimentell widerlegt.
- Kapitel 9. Die große Entkopplung: Maschinen mit neuen Formen der Intelligenz werden entwickelt, die anders als der Mensch nicht durch ein Bewusstsein beeinflusst zu sein scheinen. Die Maschinen werden in der Lage gesehen, uns zu übertreffen. Der Mensch erscheint dadurch ersetzbar. Harari sieht keinen Grund zu der Annahme, dass organische Algorithmen Dinge tun können, die nicht-organische Algorithmen niemals besser könnten. Schließlich könnten die neuen Technologien des 21. Jahrhunderts das Individuum seiner Macht berauben und stattdessen nicht-menschliche Algorithmen damit betrauen. Die Folge wäre eine Masse nutzloser Menschen und eine kleine Elite optimierter Übermenschen.
- Kapitel 10. Der Ozean des Bewusstseins: Die neuen technischen Möglichkeiten können uns nach Hararis Auffassung Wege zur Optimierung von Körper, Gehirn und Geist eröffnen und uns den Zugang zu neuen Bewusstseinszuständen ermöglichen. Der im Humanismus noch für heilig erachtete menschliche Wille könnte manipuliert werden, dies würde ihn als höchste Autorität fragwürdig machen.
- Kapitel 11. Die Datenreligion: Harari führt aus, dass man das Universum als Datenströme verstehen kann, die mittels Algorithmen verknüpft sind. Im Kern geht es um die Sammlung und Analyse von Informationen. Die menschliche Vorstellungskraft ist lediglich das Produkt biochemischer Algorithmen. Harari ersetzt das homozentrische Weltbild des Humanismus durch eine datenzentrische Weltsicht (Dataismus). Bewusste Intelligenz wird in diesem Modell durch überlegene nicht-bewusste Algorithmen ersetzt.

Das Buch schließt mit der Frage: „Was wird aus unserer Gesellschaft, unserer Politik und unserem Alltagsleben, wenn nicht-bewusste, aber hochintelligente Algorithmen uns besser kennen als wir uns selbst?“

## Rezeption
Im September 2018, zwei Jahre nach dem Erscheinen der englischen Fassung, gab es von dem Buch bereits 24 Übersetzungen auf dem Weltmarkt. Das Time-Magazine listet „Homo Deus“ als eines der zehn besten Sachbücher des Jahres 2017. Auch in Deutschland konnte es sich nach seinem Erscheinen Anfang 2017 ab März auf der Spiegel-Bestsellerliste platzieren, erreichte im April den 2. Platz und war bis zum Ende des Jahres immer unter den Top 20 dieser Auflistung zu finden, womit es eines der erfolgreichsten Sachbücher dieses Jahres wurde.
Das Werk erzielte weltweit große mediale Beachtung. Rezensionen erschienen u. a. in: Die Zeit, Tagesspiegel, Der Spiegel, New York Times, und The Guardian. Dabei sieht  Adriane Lobe die Darstellung Hararis in der Zeit als einen Weckruf für die Menschheit, um den Verlust der Kontrolle über die Technik zu verhindern. Ähnlich wird das Buch auch bei der internationalen Presse interpretiert – so beschreibt Tim Adams im Guardian eine Auseinandersetzung zwischen Intelligenz und Bewusstsein, welche darüber entscheidet, ob der Mensch in seiner Führungsrolle von Maschinen abgelöst wird, und Jennifer Senior in der New York Times hofft, dass man noch rechtzeitig den Reset-Knopf findet, um ein dargestelltes Szenario wie in der Fernsehserie Westworld zu verhindern. Im Tagesspiegel verweist Wolfgang Schneider darauf, dass der Autor seine „Plauderei“ über das „Auslaufmodell Mensch“ selbst als Denkmöglichkeit bezeichnet. Dabei wird ihm beim Abgesang auf Seele, Freien Willen und Individualismus zu viel Lust an der Pointe vorgeworfen. Im Deutschlandfunk bescheinigt Susanne Billig dem Autor eine stilistisch fulminante, interdisziplinär mutige Prognose, ihr fehlt jedoch bei der Darstellung des durch Technologie erzeugten gottgleichen Menschen die Option des Zweifels. Claudia Mäder in der Neue Zürcher Zeitung findet die Propagierung des Transhumanismus und die Überwindung der liberal-humanistischen Grundordnung zu dramatisierend, da sie eine so exakte Vorhersage der Zukunft für nicht möglich hält.
Auf der Grundlage einer mehrmonatigen Analyse hat das Institut für Wirtschaftsinformatik & Gesellschaft an der Wirtschaftsuniversität Wien eine umfangreiche Kritik veröffentlicht: „Harari überschätzt Technik. Er propagiert ein reduktionistisches Menschenbild. Er beschreibt eine Verpflichtung, sich technisch zu optimieren. Und er stellt seine Geschichte als unausweichlich dar, obwohl er doch gerade als Historiker wissen müsste, dass Geschichte nie streng kausal verläuft und es oft anders kam als gedacht.“ Das Buch sei kein Sachbuch, es gehöre in die Rubrik Belletristik. Ludwig Neidhart kommt zu dem Schluss, dass Hararis Transhumanismus in seinen Werken Homo Deus und 21 Lektionen auf utopischen kollektivistischen Idealen aufbaut, die gegen die Freiheit und das Individuum gerichtet sind.

## Ausgaben

### Englische Ausgaben
- Homo Deus: A Brief History of Tomorrow. Aus dem Hebräischen von Yuval Noah Harari. Harper, New York 2017, ISBN 978-0-06-246431-6.
- Homo deus: a brief history of tomorrow. Aus dem Hebräischen von Harvill Secker, London 2015, ISBN 978-1-910701-87-4.

### Deutsche Ausgaben
- Homo deus: eine Geschichte von Morgen. Aus dem Englischen von Andreas Wirthensohn. C. H. Beck, München 2017 (1. Auflage) bis 2018 (2. Auflage), ISBN 978-3-406-70401-7.

Hörbücher
- Homo deus: eine Geschichte von Morgen. Aus dem Englischen von Andreas Wirthensohn. Der HörVerlag, Hamburg 2017, ISBN 978-3-8445-3849-6. (Hörbuch, gelesen von Jürgen Holdorf)